# Ahmed Januzi
Ahmed Januzi (Vučitrn, 8 luglio 1988) è un calciatore albanese, attaccante del Llapi.

## Biografia
Nato a Vučitrn, nell'allora provincia autonoma jugoslava del Kosovo.

## Carriera

### Club

#### Besa Kavajë
Dopo aver giocato nella stagione 2006-2007 nella Kategoria Superiore col Besa Kavajë, e dopo aver collezionato 30 presenze e segnato 7 gol in campionato, viene notato dalla squadra ucraina del Vorskla.

#### Vorskla
Dal 2007 gioca col Vorskla, in Ucraina, squadra militante nella massima serie del campionato ucraino, e nella quale milita anche il suo connazionale Armend Dallku, acquistato nel febbraio 2007 per una cifra vicina ai 300.000 euro.

### Nazionale

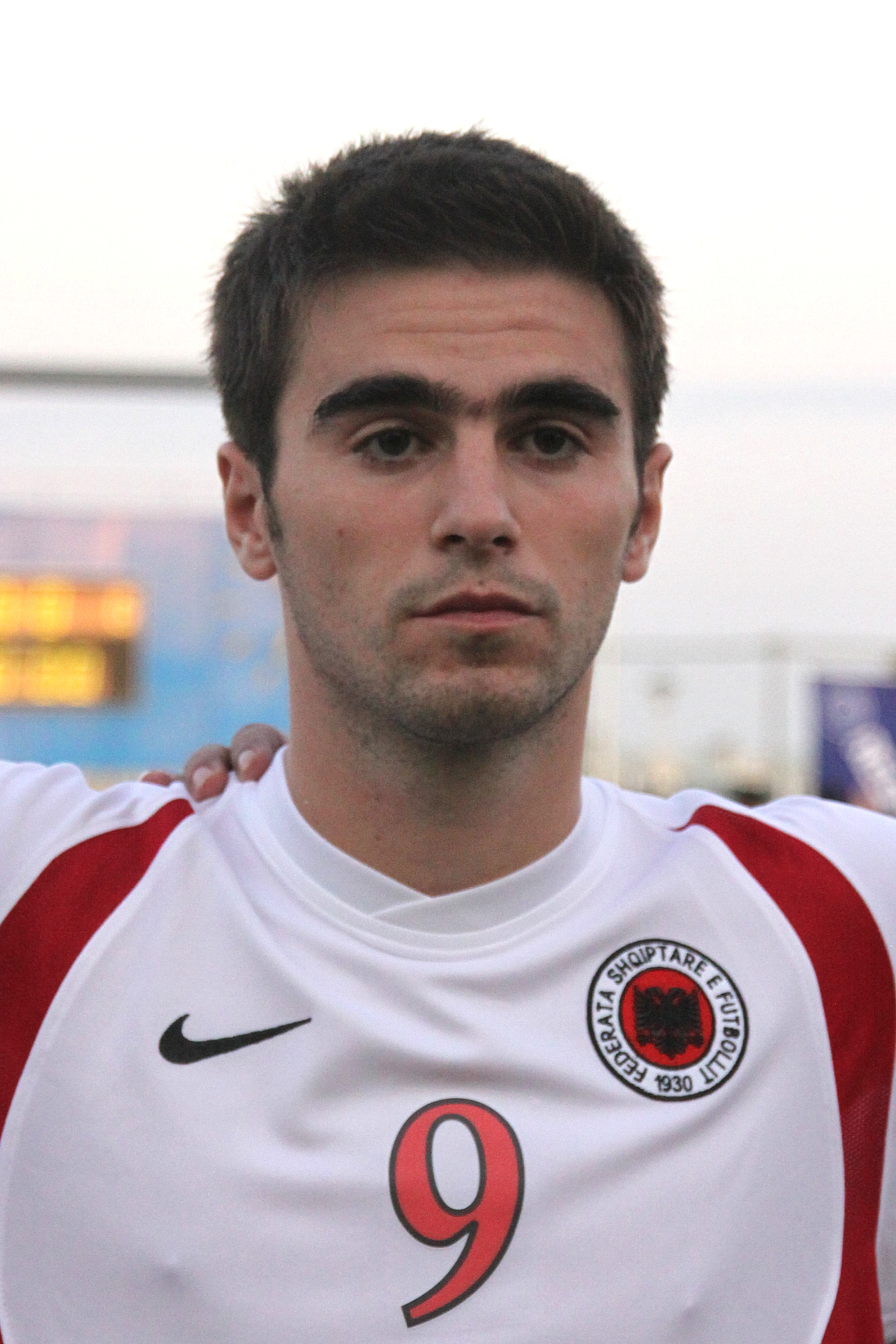
Januzi con la maglia dell'Under 21.

Ha debuttato con la maglia della Nazionale albanese nel 2010.

## Statistiche

### Presenze e reti nei club
Statistiche aggiornate all'8 aprile 2015.
| Stagione        | Squadra         | Campionato      | Campionato | Campionato | Coppe nazionali | Coppe nazionali | Coppe nazionali | Coppe continentali | Coppe continentali | Coppe continentali | Altre coppe | Altre coppe | Altre coppe | Totale | Totale |
| Stagione        | Squadra         | Comp            | Pres       | Reti       | Comp            | Pres            | Reti            | Comp               | Pres               | Reti               | Comp        | Pres        | Reti        | Pres   | Reti   |
| --------------- | --------------- | --------------- | ---------- | ---------- | --------------- | --------------- | --------------- | ------------------ | ------------------ | ------------------ | ----------- | ----------- | ----------- | ------ | ------ |
| 2006-feb. 2007  | Besa Kavajë     | KS              | 30         | 7          | CA              | 0               | 0               | -                  | -                  | -                  | -           | -           | -           | 30     | 7      |
| feb.-giu. 2007  | Vorskla         | VL              | 10         | 1          | CU              | 0               | 0               | -                  | -                  | -                  | -           | -           | -           | 10     | 1      |
| 2007-2008       | Vorskla         | VL              | 23         | 1          | CU              | 2               | 0               | -                  | -                  | -                  | -           | -           | -           | 25     | 1      |
| 2008-2009       | Vorskla         | VL              | 21         | 2          | CU              | 5               | 0               | -                  | -                  | -                  | -           | -           | -           | 26     | 2      |
| 2009-2010       | Vorskla         | PL              | 24         | 2          | CU              | 1               | 0               | UEL                | 1                  | 0                  | SU          | 1           | 0           | 27     | 2      |
| 2010-2011       | Vorskla         | PL              | 21         | 8          | CU              | 2               | 0               | -                  | -                  | -                  | -           | -           | -           | 23     | 8      |
| 2011-2012       | Vorskla         | PL              | 27         | 8          | CU              | 1               | 0               | UEL                | 11                 | 4                  | -           | -           | -           | 39     | 12     |
| 2012-2013       | Vorskla         | PL              | 12         | 3          | CU              | 1               | 1               | -                  | -                  | -                  | -           | -           | -           | 13     | 4      |
| 2013-2014       | Vorskla         | PL              | 18         | 2          | CU              | 2               | 0               | -                  | -                  | -                  | -           | -           | -           | 20     | 2      |
| 2014-2015       | Vorskla         | PL              | 14         | 1          | CU              | 5               | 1               | -                  | -                  | -                  | -           | -           | -           | 19     | 2      |
| 2015-gen. 2016  | Vorskla         | PL              | 0          | 0          | CU              | 0               | 0               | UEL                | 0                  | 0                  | -           | -           | -           | 0      | 0      |
| Totale Vorskla  | Totale Vorskla  | Totale Vorskla  | 170        | 28         |                 | 19              | 2               |                    | 12                 | 4                  |             | 1           | 0           | 202    | 34     |
| Totale carriera | Totale carriera | Totale carriera | 200        | 35         |                 | 19              | 2               |                    | 12                 | 4                  |             | 1           | 0           | 232    | 41     |

### Cronologia presenze e reti in nazionale
| Cronologia completa delle presenze e delle reti in nazionale ― Albania | Cronologia completa delle presenze e delle reti in nazionale ― Albania | Cronologia completa delle presenze e delle reti in nazionale ― Albania | Cronologia completa delle presenze e delle reti in nazionale ― Albania | Cronologia completa delle presenze e delle reti in nazionale ― Albania | Cronologia completa delle presenze e delle reti in nazionale ― Albania | Cronologia completa delle presenze e delle reti in nazionale ― Albania | Cronologia completa delle presenze e delle reti in nazionale ― Albania |
| Data                                                                   | Città                                                                  | In casa                                                                | Risultato                                                              | Ospiti                                                                 | Competizione                                                           | Reti                                                                   | Note                                                                   |
| ---------------------------------------------------------------------- | ---------------------------------------------------------------------- | ---------------------------------------------------------------------- | ---------------------------------------------------------------------- | ---------------------------------------------------------------------- | ---------------------------------------------------------------------- | ---------------------------------------------------------------------- | ---------------------------------------------------------------------- |
| 17-11-2010                                                             | Coriza                                                                 | Albania                                                                | 0 – 0                                                                  | Macedonia                                                              | Amichevole                                                             | -                                                                      | 73’                                                                    |
| 7-10-2011                                                              | Saint-Denis                                                            | Francia                                                                | 3 – 0                                                                  | Albania                                                                | Qual. Euro 2012                                                        | -                                                                      | 74’                                                                    |
| 11-10-2011                                                             | Tirana                                                                 | Albania                                                                | 1 – 1                                                                  | Romania                                                                | Qual. Euro 2012                                                        | -                                                                      | 46’ 75’                                                                |
| 11-11-2011                                                             | Tirana                                                                 | Albania                                                                | 0 – 1                                                                  | Azerbaigian                                                            | Amichevole                                                             | -                                                                      | 72’                                                                    |
| 15-11-2011                                                             | Prilep                                                                 | Macedonia                                                              | 0 – 0                                                                  | Albania                                                                | Amichevole                                                             | -                                                                      | 36’ 84’                                                                |
| 29-2-2012                                                              | Tbilisi                                                                | Georgia                                                                | 2 – 1                                                                  | Albania                                                                | Amichevole                                                             | -                                                                      | 89’                                                                    |
| 14-8-2013                                                              | Tirana                                                                 | Albania                                                                | 2 – 0                                                                  | Armenia                                                                | Amichevole                                                             | -                                                                      | 27’                                                                    |
| 10-9-2013                                                              | Reykjavík                                                              | Islanda                                                                | 2 – 1                                                                  | Albania                                                                | Qual. Mondiali 2014                                                    | -                                                                      | 64’ 80’                                                                |
| Totale                                                                 |                                                                        | Presenze                                                               | 8                                                                      |                                                                        | Reti                                                                   | 0                                                                      |                                                                        |

| Cronologia completa delle presenze e delle reti in nazionale ― Albania under 21 | Cronologia completa delle presenze e delle reti in nazionale ― Albania under 21 | Cronologia completa delle presenze e delle reti in nazionale ― Albania under 21 | Cronologia completa delle presenze e delle reti in nazionale ― Albania under 21 | Cronologia completa delle presenze e delle reti in nazionale ― Albania under 21 | Cronologia completa delle presenze e delle reti in nazionale ― Albania under 21 | Cronologia completa delle presenze e delle reti in nazionale ― Albania under 21 | Cronologia completa delle presenze e delle reti in nazionale ― Albania under 21 |
| Data                                                                            | Città                                                                           | In casa                                                                         | Risultato                                                                       | Ospiti                                                                          | Competizione                                                                    | Reti                                                                            | Note                                                                            |
| ------------------------------------------------------------------------------- | ------------------------------------------------------------------------------- | ------------------------------------------------------------------------------- | ------------------------------------------------------------------------------- | ------------------------------------------------------------------------------- | ------------------------------------------------------------------------------- | ------------------------------------------------------------------------------- | ------------------------------------------------------------------------------- |
| 28-3-2009                                                                       | Tirana                                                                          | Albania under 21                                                                | 0 – 1                                                                           | Scozia under 21                                                                 | Qual. Europeo Under-21 2011                                                     | -                                                                               |                                                                                 |
| 1-4-2009                                                                        | Glasgow                                                                         | Scozia under 21                                                                 | 5 – 2                                                                           | Albania under 21                                                                | Qual. Europeo Under-21 2011                                                     | -                                                                               |                                                                                 |
| 5-9-2009                                                                        | Tirana                                                                          | Albania under 21                                                                | 1 – 0                                                                           | Azerbaigian under 21                                                            | Qual. Europeo Under-21 2011                                                     | -                                                                               |                                                                                 |
| 9-9-2009                                                                        | Vienna                                                                          | Austria under 21                                                                | 3 – 1                                                                           | Albania under 21                                                                | Qual. Europeo Under-21 2011                                                     | -                                                                               | 90’                                                                             |
| 14-9-2009                                                                       | Adalia                                                                          | Bielorussia under 21                                                            | 4 – 2                                                                           | Albania under 21                                                                | Qual. Europeo Under-21 2011                                                     | 1                                                                               |                                                                                 |
| 13-11-2009                                                                      | Tirana                                                                          | Albania under 21                                                                | 2 – 2                                                                           | Austria under 21                                                                | Qual. Europeo Under-21 2011                                                     | -                                                                               | 54’                                                                             |
| 17-11-2009                                                                      | Tirana                                                                          | Albania under 21                                                                | 1 – 2                                                                           | Bielorussia under 21                                                            | Qual. Europeo Under-21 2011                                                     | -                                                                               | 35’                                                                             |
| Totale                                                                          |                                                                                 | Presenze                                                                        | 7                                                                               |                                                                                 | Reti                                                                            | 1                                                                               |                                                                                 |

## Palmarès

### Club

#### Competizioni nazionali
- Coppa d'Ucraina: 1

Vorskla: 2008-2009
- Coppa del Kosovo: 1

Llapi: 2020-2021
- Supercoppa del Kosovo: 1

Prishtina: 2016